# Reprezentacja Holandii na Mistrzostwach Świata w Narciarstwie Klasycznym 2009
Reprezentacja Holandii na Mistrzostwach Świata w Narciarstwie Klasycznym 2009 liczyła dwie zawodniczki. Najlepszym wynikiem było 23. miejsce (Wendy Vuik) w skokach narciarskich kobiet na normalnej skoczni.

## Medale

### Złote medale
Brak

### Srebrne medale
Brak

### Brązowe medale
Brak

## Wyniki

### Skoki narciarskie kobiet
Normalna skocznia indywidualnie HS 100
- Wendy Vuik – 23. miejsce
- Lara Thomae – 31. miejsce